# Josué Modesto dos Passos Subrinho
Josué Modesto dos Passos Subrinho (Ribeirópolis, 22 mars 1956) est un économiste brésilien

## Biographie
Il est diplômé en économie de l'Université fédérale de Sergipe en 1977. Il est titulaire d'une maîtrise (1983) et d'un doctorat (1992) en économie de l'Universidade Estadual de Campinas UNICAMP.